# Leontyne Price
Pour les articles homonymes, voir Price.
Leontyne Price est une cantatrice (soprano) américaine, née le 10 février 1927. Elle est surtout connue pour ses rôles verdiens, au premier rang desquels Aïda, un rôle dont elle a été l'une des principales interprètes pendant presque trente ans.
Son ascension vers la renommée internationale, dans les années 1960, se produit en même temps que celle d’autres artistes noirs américains, mais son art mérite avant tout d'être considéré comme un sommet du chant classique américain. Faisant partie d'une génération de grandes cantatrices qui comprend notamment Maria Callas, Joan Sutherland et Montserrat Caballé, Leontyne Price est l'une des plus grandes sopranos lyrico-spinto de son époque, possédant un timbre riche, puissant et expressif.

## Biographie

### Les débuts de carrière
Leontyne Price naît en 1927 dans un faubourg noir de Laurel,, dans le Mississippi où règne la ségrégation. Son père travaille dans une scierie et sa mère, qui possède elle-même une belle voix, est sage-femme, les deux étant actifs dans le chœur de l'église locale. Le talent musical de Leontyne se manifeste très tôt, et ses parents échangent pour elle le phonographe familial contre un petit piano. Une riche famille blanche de Laurel, les Chisholm, encourage la jeune fille en la faisant chanter à l’occasion de fêtes familiales. Alors qu'elle est âgée de neuf ans, Price est marquée par un récital donné par Marian Anderson. Se destinant à une carrière d’enseignante, elle obtient une bourse pour le programme d’éducation musicale de la Central State University de Wilberforce, dans l’Ohio, mais elle aime avant tout chanter, aussi poursuit-elle ses études de chant. Avec l’aide de la fameuse basse Paul Robeson et des Chisholm, elle obtient une bourse pour la Juilliard School à New York où elle devient l’élève favorite du professeur Florence Page Kimball. Leontyne Price chante Mistress Ford dans une production étudiante du Falstaff de Giuseppe Verdi. Impressionné par sa performance, le critique et compositeur Virgil Thomson l’engage pour une reprise de son opéra Four Saints in Three Acts, donné sur Broadway pendant trois semaines en 1952.

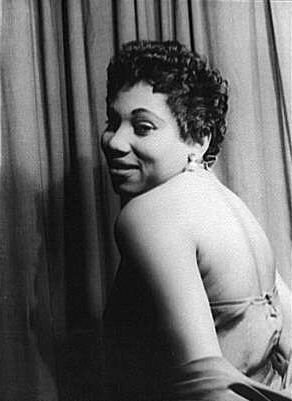
Leontyne Price joue Bess dans Porgy and Bess.

Elle obtient son premier grand succès avec Bess en 1954 dans la production de Porgy and Bess, l’opéra de Gershwin produit en 1954 par Blevins Davis et Robert Breen, d’abord à Dallas puis dans tous les États-Unis et en Europe pour finir à Broadway. Après cette tournée internationale, elle épouse à l’Église baptiste abyssinienne à Harlem le baryton William Warfield qui chantait Porgy. Ils divorceront en 1972.
En 1955, Leontyne Price est engagée par le NBC TV Opera pour chanter dans une représentation en anglais de Tosca de Giacomo Puccini. La distribution d’une chanteuse noire, à l’époque une première à la télévision, suscite des controverses et plusieurs chaînes refusent de rediffuser le programme de NBC mais Price y connaît un grand succès. L’enregistrement révèle une jeune soprano avec un vibrato flûté, une diction anglaise élégante et une tessiture supérieure éclatante qui constituera une de ses caractéristiques.

### Le succès
Deux ans plus tard, Leontyne Price fait ses débuts à l’opéra dans le rôle de Madame Lidoine pour la première américaine du Dialogue des Carmélites à l’opéra de San Francisco. En 1958, après une audition arrangée au dernier moment à Carnegie Hall pour Herbert von Karajan, elle est invitée à faire ses débuts européens à l’opéra de Vienne dans le rôle d’Aïda. Karajan et elle entreprennent alors une collaboration régulière, aussi bien à l’opéra (notamment dans les fameuses représentations du Trouvère à Salzbourg en 1962), qu’au concert (avec les Requiem de Mozart et de Verdi et la Missa Solemnis de Beethoven parmi d’autres œuvres) et au studio où ils enregistrent ensemble Tosca, Carmen, ainsi qu’un des albums les plus populaires de chants de Noël A Christmas Offering.
Le 2 juillet 1958, Price présente pour la première fois son Aïda sur la scène de Covent Garden à Londres. Deux ans plus tard, le 21 mai 1960, La Scala de Milan l’entend et elle devient ainsi la première interprète noire à chanter un grand rôle dans la maison historique de l’opéra italien.
Elle complète cette marche triomphale le 27 janvier 1961 avec ses premières représentations de Léonore du Trouvère de Verdi au Metropolitan Opera. C’est une soirée pleine de tension car, ce jour-là, le ténor Franco Corelli fait aussi ses débuts au Met. La représentation s’achève sur une ovation de 42 minutes. Le lendemain, le critique du New York Times, Harold Schonberg, écrit : « La voix de Leontyne Price est sombre et riche dans les notes basses, toujours égale dans les transitions d’un registre à l’autre, et d’une pureté sans défaut et veloutée dans les notes hautes. » Selon les mémoires de Rudolf Bing, le directeur du Met, Corelli était furieux que Price ait capté toute l’attention et il aurait refusé de sortir de sa loge le jour suivant.
Il y a une autre raison à cette attention. L’arrivée de Price au Met est considérée comme un pas important du combat pour les droits civiques. La contralto Marian Anderson avait réussi à franchir la barrière raciale quand elle fut invitée à chanter au Met en 1955 et plusieurs autres artistes noirs y avaient chanté des premiers rôles, parmi lesquels le baryton Robert McFerrin, père du chanteur populaire Bobby McFerrin, ainsi que Mattiwilda Dobbs. Mais Leontyne Price est la première cantatrice noire à être acclamée à l’étranger comme chez elle dans des rôles de premier plan. Price avait déjà été invitée au Met mais la proposition concernait le rôle d’Aïda et ses amis lui conseillèrent d’attendre un rôle qui ne soit pas un stéréotype de chanteuse de couleur. Quand elle arrive au Met, elle a 34 ans, elle a acquis un statut de diva et elle impressionne le public en enchaînant sept rôles pendant ses deux premières saisons, dont Aïda, Tosca et Minnie de La fanciulla del West de Puccini. Après elle, d’autres chanteuses noires suivront son chemin en faisant des carrières internationales, comme Martina Arroyo, Shirley Verrett, Grace Bumbry, Jessye Norman ou Kathleen Battle.
En 24 ans, Leontyne Price se produit 201 fois au Met ou en tournée avec la compagnie de l'opéra dans 16 rôles différents. Parmi ceux-ci, on remarque Donna Anna de Don Giovanni et Fiordiligi de Così fan tutte de Mozart, Tatyana d’Eugène Oneguine de Tchaïkovski, Minnie, rôle qu’elle abandonna après quelques représentations en 1962, et Cio-cio-san de Madame Butterfly. Beaucoup pensent cependant que ce sont les héroïnes de Verdi, avec leurs hautes lignes mélodiques et leurs éclats passionnés, qui vont le mieux à la voix de Leontyne Price comme à sa personnalité – et notamment les cinq rôles de la période médiane du compositeur : Aïda, les deux Léonore du Trouvère et de La Force du destin, Elvira d’Ernani et Amelia d’Un ballo in maschera.
Parmi les moments décisifs de sa carrière, Price chante en 1966 à l’ouverture de la nouvelle salle du Met au Lincoln Center lors de la première de Antony and Cleopatra du compositeur américain Samuel Barber qui écrivit le rôle de Cléopâtre pour la voix de Price. Ce n’est pas un succès car la mise en scène de Franco Zefirelli est outrancière. Pendant la première, la scène tournante de l’opéra tombe en panne, enfermant dans une pyramide Leontyne Price qui change de costume ! Néanmoins, quelques années plus tard, la partition révisée par Barber sera bien reçue à l'occasion d'une nouvelle production à Chicago puis à Charleston, en Caroline du Sud, et en concert à Carnegie Hall en 2004. Barber et Price sont des amis depuis 1954, à l’occasion de la première des Hermit Songs donnés à la Bibliothèque du Congrès avec Barber au piano. En 1969, elle crée également un cycle de chants que Barber lui a dédié, Despite and Still.
Dans les années 1970 et 1980, Leontyne Price se fait entendre moins souvent à l’opéra. Elle ajoute trois nouveaux rôles à sa collection, Giorgetta du Tabarro et Manon Lescaut de Puccini et Ariane  d’Ariane à Naxos de Richard Strauss. En 1977, elle revient au festival de Salzbourg pour y chanter Le Trouvère dirigé par Herbert von Karajan, renouvelant son triomphe de 1962. En 1982, elle remplace au pied levé Margaret Price dans Aida à l’opéra de San Francisco, avec Luciano Pavarotti. Pour être sûre de l’avoir, la compagnie de l’opéra de San Francisco accepte de la payer un dollar de plus que Luciano Pavarotti, faisant d’elle l’interprète d’opéra le mieux payé au monde. Ses adieux à la scène ont lieu au Met en 1985, dans une Aida dirigée par James Levine et retransmise à la télévision dans tout le pays.

### La fin de carrière
Leontyne Price concentre alors sa carrière sur le récital, offrant un programme qui mêle mélodie française, lied allemand, negro spiritual, aria d’opéra et des chants américains, dont beaucoup ont été écrits pour elle par Barber, Ned Rorem et Lee Hoiby. En 1982, elle chante pour les Filles de la Révolution américaine au Constitution Hall de Washington, DC dans une sorte de repentance symbolique de la part de cette association qui, de manière infamante, avait refusé d’accueillir Marian Anderson dans la même salle en 1940.
Dans ses dernières années, sa voix devient plus lourde et traduit l’effort mais le registre supérieur tient exceptionnellement bien et elle transmet toujours une conviction et une joie évidentes qui lui permettent d'obtenir de longues ovations pleines d’affection dans toutes les salles où elle se produit. À 70 ans, elle donne ce qui devait être son dernier récital à Chapel Hill, en Caroline du Nord, le 19 novembre 1997.
Ayant beaucoup enregistré, Leontyne Price a obtenu de nombreuses récompenses dont 19 Grammy Awards, 13 pour des récitals et 5 pour des opéras intégraux ainsi qu’un Grammy spécial pour l'ensemble de sa carrière en 1989. Son premier enregistrement de récital d’opéra, réalisé en 1960 et titré Blue Album, reflète déjà bien la personnalité vocale de Leontyne Price et a fait l’objet de plusieurs rééditions en CD.
Elle continue de donner des master classes à Juilliard et dans d’autres écoles. En 1997, elle publie un livre d’enfant sur Aïda à partir duquel Elton John et Tim Rice écriront en 2000 un spectacle à succès de Broadway.
En septembre 2001, à 74 ans, Leontyne Price sort de sa retraite pour chanter à Carnegie Hall God Bless America et un negro spiritual This Little Light of Mine à l’occasion du concert en mémoire des victimes du World Trade Center. Elle vit à Greenwich Village à New York.

## Distinctions
International Opera Award pour l'ensemble de sa carrière (2019).

## Discographie

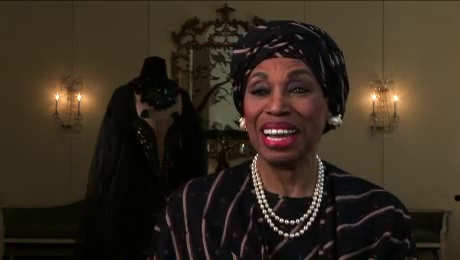
Leontyne Price, lauréate du National Endowment for the Arts, 2008.

### Opéra et musique sacrée
- Bizet : Carmen (Carmen), avec Franco Corelli, Mirella Freni, Robert Merrill, l'Orchestre philharmonique de Vienne, Herbert von Karajan (RCA, 1963)
- Mozart : Così fan tutte (Fiordigligi), avec Tatiana Troyanos, George Shirley, Sherrill Milnes, Judith Raskin, Ezio Flagello, Ambrosian Opera Chorus, New Philharmonia Orchestra, Erich Leinsdorf (RCA, 1967)
- Puccini : Tosca (Floria Tosca), avec Giuseppe Di Stefano, Giuseppe Taddei, l'Orchestre philharmonique de Vienne, Herbert von Karajan (Decca, 1962)
- Puccini : Tosca (Floria Tosca), avec Plácido Domingo, Sherrill Milnes, New Philharmonia, Zubin Mehta (RCA, 1972)
- Puccini : Madame Butterfly (Cio-Cio-San), avec Richard Tucker, Rosalind Elias, Philip Maero, RCA Italiana Opera Orchestra and Chorus, Erich Leinsdorf (RCA, 1962)
- Strauss : Ariane à Naxos (Ariane), avec Edita Gruberova, Tatiana Troyanos, René Kollo, London Philharmonic Orchestra, Georg Solti (Decca)
- Verdi : Aida (Aida), avec Rita Gorr, Jon Vickers, Robert Merrill, Giorgio Tozzi, Orchestra del Teatro dell’Opera di Roma, Georg Solti (Decca, 1962)
- Verdi : Aida (Aida), avec Sherill Milnes, Plácido Domingo, Grace Bumbry, Hans Sotin, Ruggero Raimondi, Orchestre symphonique de Londres, Erich Leinsdorf  (RCA, 1970)
- Verdi : Ernani (Elvira), avec Carlo Bergonzi, Mario Sereni, Ezio Flagello, RCA Italiana Opera Orchestra, Thomas Schippers (RCA, 1967)
- Verdi : La Forza del Destino (Leonora), avec Richard Tucker, Robert Merrill, Shirley Verrett, Giorgio Tozzi, Ezio Flagello, RCA Italiana Opera Orchestra, Thomas Schippers (RCA, 1964)
- Verdi, Requiem, Leontyne Price, Janet Baker, Veriano Luchetti, José Van Dam, orch. Symph. Chicago, dir. Georg Solti, RCA 1977
- Verdi : Il trovatore (Leonora), avec Franco Corelli, Giulietta Simionato, Ettore Bastianini, Orchestre philharmonique de Vienne, Herbert von Karajan (Deutsche Grammophon, enregistrement public, 1962)
- Verdi : Il trovatore (Leonora), avec Richard Tucker, Rosalind Elias, Leonard Warren, Giorgio Tozzi, Rome Opera Orchestra and Chorus, Arturo Basile (RCA, 1959)
- Verdi : Il trovatore (Leonora), avec Placido Domingo, Fiorenza Cossotto, Sherrill Milnes, Bonaldo Giaiotti, New Philharmonia Orchestra, Zubin Mehta (RCA, 1970)
- Verdi : Un ballo in maschera, avec Carlo Bergonzi, Shirley Verrett, Robert Merrill, Reri Grist, RCA Italiana Opera Orchestra and Chorus, Erich Leinsdorf (RCA, 1966)

### Récitals d'airs, lieder et mélodies
- Leontyne Price re-discovered (Carnegie Hall Recital Debut, 1965) (RCA)
- Leontyne Price sings Strauss Arias  (RCA)
- Leontyne Price - The Prima Donna Collection (RCA – 4 CD)
- The Essential Leontyne Price (BMG – 11 CD)
- A Program of Songs : Fauré, Poulenc, Strauss, Wolf (RCA)
- Samuel Barber, Hermit Songs / Knoxville, Summer of 1915 / Antony and Cleopatra, Samuel Barber (piano), New Philharmonia Orchestra, Thomas Schippers (dir.) (RCA)
- Hector Berlioz, Les Nuits d'été, Orchestre symphonique de Chicago, Fritz Reiner (dir.) (RCA)
- George Gershwin, Porgy and Bess, extraits (RCA, 1963)
- Richard Strauss, Quatre derniers lieder, Erich Leinsdorf (dir.) (RCA)